# Argenis Reyes
Argenis N. Reyes Sanchez (né le 25 septembre 1982 à Santiago de los Caballeros, République dominicaine) est un joueur de deuxième but des Ligues majeures de baseball sous contrat avec les Astros de Houston.

## Carrière
Argenis Reyes signe son premier contrat professionnel en 2001 avec les Indians de Cleveland. Il évolue de 2003 à 2007 dans les ligues mineures dans l'organisation des Indians avant de devenir agent libre et d'être mis sous contrat par les Mets de New York. C'est avec cette dernière équipe qu'il fait ses débuts dans le baseball majeur le 3 juillet 2008. Il frappe son premier coup sûr au plus haut niveau le 8 juillet suivant aux dépens d'un lanceur des Giants de San Francisco, Jack Taschner. Le 25 juillet, il claque son premier coup de circuit, contre Brad Thompson des Cardinals de Saint-Louis. Reyes participe à 49 rencontres des Mets durant la saison 2008, où il frappe un circuit et totalise trois points produits et 13 points marqués.
En 2009, il évolue principalement en ligues mineures et n'apparaît que dans neuf parties des Mets de New York, n'obtenant que deux coups sûrs. De nouveau agent libre après la saison de baseball, il rejoint les Dodgers de Los Angeles avec qui il prend part à l'entraînement de printemps 2010. Il est libéré de son contrat à quelques jours du début de la saison et joue plus tard dans l'année en ligues mineures dans l'organisation des Red Sox de Boston. Ceux-ci le transfèrent aux Indians de Cleveland en août 2010 et Reyes retourne dans le système de club-école de l'équipe qui l'avait à l'origine mis sous contrat.